# Your Body (canção de Pretty Ricky)
Your Body é o segundo single de sucesso do cantor estadunidense de R&B Pretty Ricky, foi lançado em 2005 no álbum Bluestars e produzido por Jim Jonsin. A canção alcançou a posição #12 na Billboard Hot 100.

## Posições nas paradas
| Tabela musical (2005)                            | Melhor posição |
| ------------------------------------------------ | -------------- |
| Austrália (ARIA)                                 | 45             |
| Nova Zelândia (Recorded Music NZ)                | 13             |
| Reino Unido (The Official Charts Company)        | 37             |
| Estados Unidos (Billboard Hot 100)               | 12             |
| Estados Unidos (Billboard Hot R&B/Hip-Hop Songs) | 22             |
| Estados Unidos (Pop Songs)                       | 11             |

## Liações externas
- Letra da música "Your Body" no MetroLyrics